# Schottisches Pfund

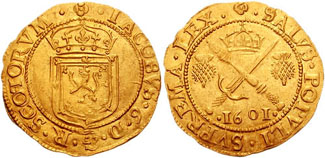
Schottisches Pfund

Das Schottische Pfund (englisch Pound Scots) war die Währung des Königreich Schottland bis zum Act of Union 1707, der ebenjenes und das Königreich England zum Königreich Großbritannien zusammenfasste. Danach wurde es durch das Pfund Sterling ersetzt.

## Geschichte
Eingeführt wurde das Schottische Pfund im 12. Jahrhundert von David I., nach dem Prinzip des karolingischen Münzsystems, in welchem ein Pfund zwanzig Schilling und dieser wiederum zwölf Pfennig galt. Die Währung wurde später durch Entwertung der Münzen gegenüber dem Pfund Sterling abgewertet. Zur Zeit Jakob III. im 15. Jahrhundert war ein Schottisches Pfund fünf Schilling Sterling wert.
Mit der Krönung Jakobs VI. zu König Jakob I. von England im Jahr 1603, wahren beide Währungen wieder ungefähr gleichwertig. Von 1638 bis 1700 wurden keine Goldmünzen benutzt, aber von 1664 bis 1707 neue aus Silber.
Mit dem Act of Union 1707, wurde das Pound Scots durch das Pfund Sterling ersetzt, wobei 1 Pound Scots zwanzig Pfennig Sterling entsprach. Das Schottische Pfund wurde in Schottland allerdings bis ins 18. Jahrhundert als Recheneinheit benutzt.
Heute hat Schottland keine eigene Währung, aber die drei größten Banken des Landes (Royal Bank of Scotland, Bank of Scotland und Clydesdale Bank) dürfen Sterling-Banknoten drucken. Diese werden zwar im gesamten Vereinigten Königreich als Zahlungsmittel anerkannt, sind aber in Schottland mit Abstand am häufigsten anzutreffen. Ihr Wert wird durch die von der Bank of England ausgegebenen, nicht in Umlauf befindlichen Banknoten in großer Stückelung, genannt „Giants“ und „Titans“, gedeckt.

## Liste der Münzen des Pound Scots
- Pistole – Gold, 12 Pound Scots
- Dollar—60 Schilling(Jakob VI)
- Ryal – Gold, 1565, ersetzt durch Dollar
- Clown oder Lion – Gold (Jakob I)
- Half-crown, Demi-Lion oder Demys – Gold (Jakob I)
- Ducat oder „bonnet“ – 40 Schilling, 1539 (James V)
- Mark oder merk – Gold
- Noble – Gold, Halbes Mark wert, 1357 (David II, später wiedereingeführt von Robert III)
- Unicorn – Gold, 18 Schilling, 1484–85 (Jakob III)
- Half-unicorn – Gold, 9 Schilling (Jakob IV)
- Testoun – Silber, 1553. In Frankreich produziert, erste gefräste Währung Schottlands.[2]
- Bawbee – Billon, sechs Pfennig[1] 1537
- Schilling
- Groat – Silber, vier Pfennig, 1357
- Half-groat – Silber, zwei Pfennig, 1357
- Turner – Billon, später Kupfer, zwei Pfennig (Jakob VI)
- Bodle – Kupfer, zwei Pfennig (Karl II)
- Hardhead – auch Lion genannt
- Penny – Billon, eine der ersten Münzen, bis zu David I. zurückverfolgbar, später aus Kupfer
- Halfpennies – ursprünglich wirklich ein halber Penny, geprägte Münzen seit ca. 1280, später aus Kupfer
- Farthing oder quarter-penny— ursprünglich wirklich Viertel eines Penny, gleichzeitig mit Halfpennies zu vollwertigen Münzen geworden, später aus Kupfer
- Plack – vier Pfennig wert oder ab 1707 ein Drittel Penny Sterling